# 1180
1180 (MCLXXX) je bilo prestopno leto, ki se je po julijanskem koledarju začelo na torek.

## Dogodki

### Slovenija
- Nemški kralj Friderik I. Barbarossa povzdigne Štajersko marko v vojvodino in jo odcepi od Bavarske vojvodine. Mejni grof Otokar IV. Štajerski je povzdignjen v vojvodo. 1186 ↔

### Evropa
- 28. april - Poroka med francoskim kronskim princem Filipom II. in grofično Izabelo Hainauško. Grof Hainauta[1] Baldvin V. kot doto odstopi Franciji pokrajino Artois.
- pomlad - Bitka pri Ilevollenu, Norveška: uporniški Birkebeinerji pod vodstvo Sverra porazijo vojsko kralja Magnusa V., ki pobegne na Dansko.
- Gelnhausenška listina: rimsko-nemški cesar Friderik I. Barbarossa (iz hiše Hohenstaufen) pripisuje izgubo Italije saksonskemu vojvodi Henriku Levu (iz hiše Welf), ki se mu ni hotel pridružiti z vojsko pri osvajanju Italije in s tem izpolniti dolžnosti do svojega suverena (nemškega kralja = Barbarosse). V ta namen začne Barbarossa z odprto vojno proti njemu in ga na zrežiranem zboru stanov razlasti vseh posesti (Saksonije, Bavarske). 1181 ↔
  - 16. september - Barbarossa podeli Bavarsko v posest hiši Wittelsbach, v katere posesti ostane vse do konca prve svetovne vojne.
  - Istega leta ugodi odcepitvi Štajerske od Bavarske ter Vestfalije od Saksonije. Obema podeli status vojvodin.
- 18. september - S smrtjo očeta Ludvika VII. Francoskega, ki je v zadnjem letu vladanja že bil senilen in pod vplivom dvorjanov, prestol in posesti francoskega  kralja podeduje njegov sin Filip II.
  - Ker Filip II. pokaže veliko mero samostojnosti in nepopustljivosti pri vladanju, izbruhne vojna med flandrijskim[2] grofom Filipom I. in kraljem Filipom II.. Spor zadeva grofijo Vermandois, ki naj bi kot dota pripadala Flandriji, kar kralj ne prizna.
- Izmenjave in sovladarstva na kijevskem prestolu velikega kneza so v tem letu precej kaotična. Umrlega Jaroslava II. nazadnje v tem letu nasledi Roman Veliki.

#### Začetek konca Bizantinskega cesarstva
- 2. marec - Poroka med kronskim princem Aleksejem II. Komnenom in francosko princeso Nežo Francosko.
- 24. september - Umrlega bizantinskega cesarja Manuela I. Komnena nasledi sin Aleksej II. Komnen. ↓
- → Regentstvo prevzame cesarica-vdova Marija Antiohijska, ki za sovladarja nastavi Manuelovega nečaka (drugega) Alekseja, s katerim prične ljubezensko razmerje, kar povzroči velik škandal. ↓
- → Proti cesarici-vdovi Mariji in njenemu ljubimcu začneta spletkariti cesarjeva hčerka Marija Komnena in njen (latinski) soprog Renier Montferraški. Spor med Marijama vodi v državljansko (mestno) vojno in v kritično oslabitev obmejnih pokrajin Bizantinskega cesarstva s sovražniki na skoraj vseh mejah. 1181 ↔
  - Nemudoma se odcepi Srbija (Raška), ki jo vodi veliki župan Štefan Nemanja.
  - Bosna ponovno preide izpod bizantinske pod madžarsko nadoblast, ki jo prevzame njihov vazal ban Kulin.
  - Bolgari se začno pripravljati na obnovitev Bolgarskega cesarstva.

### Azija

#### Bližnji vzhod
- 30. marec - Umrlega abasidskega kalifa Al-Mustadija, ki je vladal Bagdadu z bližnjo okolico, nasledi njegov sin Al-Nasir.
- Tripolitanski grof, bivši regent Rajmond III., in antiohijski knez Bohemond III. Antiohijski pripravljata državni udar, v katerem bi si zagotovila oblast nad kraljevino s poroko najstarejše kraljeve sestre Sibile in zaveznika Baldvina Ibelinskega.↓
- april → Jeruzalemski kralj Baldvin IV. da na hitro poročiti svojo sestro Sibilo z vitezom Gvidom Lusignanskim, ki ob trenutnem hudo bolnem kralju postane iure uxoris prvi pretendent za novega kralja.
  - Istega leta kralj Baldvin IV. poroči še mlajšo sestro Izabelo z Onfrijem IV. Toronškim, posvojencem Rejnalda Chatillionskega.
- Bizantinski cesar Manuel I. Komnen plača Kilidžu Arslanu odkupnino za francoskega grofa Henrika I. Šampanjskega. Grofu se je v ujetništvu močno poslabšalo zdravje.
- 24.  september - Po smrti bizantinskega cesarja Manuela I. Komnena Seldžuki iz Sultanata Rum, ki jih vodi sultan Kilidž Arslan II. okrepijo napade iz notranjosti Anatolije na obalo in si priključijo večino južne obale. Iz sušne osrednje Anatolije se na bizantinska obalna ozemlja naseljujejo nomadska turška plemena.
- 2. oktober - Po razrešenem sporu okoli obstoja artukidske dinastije, ki vodi tamponsko mestno kraljevino Keyfa, je sklenjeno zavezništvo med Kilidžem Arslanom in Saladinom.
- Jeruzalemski kralj Baldvin IV. in egiptovsko-sirski vladar Saladin skleneta po slabi letini začasno premirje.
- Veliki mojster vitezov templarjev Odo de St Amand je obglavljen v Saladinovem ujetništvu po neuspeli izmenjavi ujetnikov. Novi veliki mojster templarjev postane aragonski vitez Arnold iz Torroje.
- Umrlega zengidskega emirja Mosula Saifa ad-Dina II. nasledi brat Izz al-Din.

#### Daljni vzhod
- 21. marec - Japonska: 12. letni cesar Takakura abdicira v korist leto dni starega Antokuja, 81. japonskega cesarja, ki je sin voditelja klana Taira.↓
- → Princ Močihito, najstarejši sin 77. cesarja Go-Širakave, se tej namestitvi upre in za pomoč naprosi rivalski klan Minamoto.↓
- → Bitka pri reki Udži: manjši spopad med klanoma Taira in Minamoto z zmago za klan Taira. Neposredno po bitki je ubit princ Močihito. Spopad predstavlja začetek vojne Genpei, ki dokončno preobrazi japonsko iz nominalnega cesarstva v dejanski šogunat.
- Obleganje Nare: maščevanje klana Taire nad vojaškimi budističnimi menihi, ki so podprli klan Minamoto. Taira požge mesto Nara in pobije na tisoče prebivalcev.
- 14. september - Bitka pri Išibašijami: ponovno zmaga klana Taira proti Minamotu, ki jih pobijejo skoraj do zadnjega. Minamota Joritoma, voditelja Minamotov v spopadu in kasnejšega prvega japonskega šoguna, pretihotapijo živega z bojišča njegov skrivni agenti v sovražnikovih vrstah.
- 9. november - Bitka pri Fudžikavi: ki ni bitka, klan Taira, ki zasleduje klan Minamoto med iskanjem zaveznikov, ponoči prestraši jata ptic in pobegnejo še pred spopadom.
- Kitajska: prestolnica Južnega Songa Hangzhouja postane največje mesto na svetu (še vedno pa je za več kot polovico manjša od bivše prestolnice (Severnega) Songa Kaifenga, ki je imel v najboljših časih čez milijon prebivalcev.

### Severna Amerika
- Zadnji večji izbruh iz vulkana Sunset Crater v Arizoni

## Rojstva
- 6. avgust - cesar Go-Toba, 82. japonski cesar († 1239)

Neznan datum
- Albert III., tirolski grof († 1253)
- Alfonz II., provansalski grof († 1209)
- Berengarija Kastiljska, dedna kraljica Kastilije, kraljica Leona († 1246)
- Bertold Meranski, oglejski patriarh († 1251)
- Cezar iz Heisterbacha, nemški cisterijanski opat, kronist († 1240)
- Elija iz Kortona, frančiškanski general, gibelin († 1253)
- Erik X., švedski kralj († 1216)
- Oton I. Andeški, vojvoda Meranije († 1234)
- Kazimir II., vojvoda Pomeranije-Demmina († 1219)
- Luchesius Modestini, italijanski frančiškanski menih in trgovec, blaženi († 1260)
- Oton VIII. Wittelsbaški, bavarski deželni grof, regicid († 1209)
- Peire Cardenal, okcitanski trubadur († 1278)
- Peter Nolasko, špansko-francoski vitez, svetnik, ustanovitelj Marijinega reda za odkup jetnikov († 1256)
- Robert iz Luzarchesa, francoski arhitekt († 1222)
- Viclav I., danski plemič, knez Rügena († 1250)
- Vilijem iz Avergneja, francoski teolog in filozof († 1249)
- Xia Gui, kitajski slikar († 1224)

## Smrti
- 29. januar - Soběslav II., češki vojvoda (* okoli 1128)
- 30. marec - Al-Mustadi, abasidski kalif (* 1142)
- 27. junij - Turan-Šah, ajubidski vojskovodja, Saladinov brat
- 18. september - Ludvik VII., francoski kralj (* 1120)
- 24. september - Manuel I. Komnen, bizantinski cesar (* 1118)
- 25. oktober - Janez Salisburyjski, angleški škof, filozof in teolog (* 1120)

Neznan datum
- Abraham Ibn Daud, latinizirano Avendauth, španski judovski zgodovinar, astronom, teolog, filozof(* 1110)
- Jaroslav II., kijevski veliki knez
- Minamoto Jorimasa, japonski pesnik (* 1106)
- Močihito, japonski princ, sin cesarja Go-Širakave
- Odo de St Amand, 8. veliki mojster vitezov templarjev
- Roman Rostislavič, knez Smolenska
- Saif ad-Din II., zengidski emir Mosula
- Zhu Shuzhen, kitajska pesnica (* 1135)